# Konzil von Autun
Das Konzil von Autun war ein von dem fränkischen Bischof Leodegar initiiertes Konzil im Merowingerreich. Aufgrund der nur bruchstückhaft überlieferten Akten kann das Konzil nicht genauer als auf die Amtszeit Leodegars datiert werden und muss demzufolge zwischen 663 und 675 in Autun (in der Abtei Saint-Martin) stattgefunden haben.
Die Beschlüsse von Autun gingen mit mehreren Canones in die Collectio Vetus Gallica ein.
Canon 1 empfahl dem Klerus, sich den „Glauben des Heiligen Athanasius“ anzueignen, worunter wahrscheinlich das athanasische Glaubensbekenntnis (lat.: Symbolum Athanasianum) zu verstehen ist.
Ansonsten befasste sich das Konzil vor allem mit dem Ordenswesen. So verpflichtete Canon 15 die Mönche auf Gehorsam, Armut und Ehelosigkeit. Diese später als evangelische Räte bezeichneten Gelübde waren zu diesem Zeitpunkt noch nicht selbstverständlich. Die Beschlüsse von Autun hatten insgesamt zum Ziel, das Mönchtum iroschottischen Einflüssen zu entziehen und es stattdessen römischen Vorgaben anzugleichen.
In Autun wurde auch beschlossen, dass die Konvente der Klöster künftig nach der Benediktsregel leben sollten, was einer der ersten nachgewiesenen Beschlüsse dieser Art ist. Damit wurde die Columbanregel, die noch 627 auf der Synode von Mâcon bestätigt worden war, zurückgedrängt. Bis Anfang des 9. Jahrhunderts blieben jedoch beide Regeln, zumeist in Mischform, in Anwendung. Erst 817 wurden die fränkischen Klöster durch Reformabt Benedikt von Aniane mit Unterstützung Ludwigs des Frommen auf dem Konzil von Aachen wirksam auf die Benediktsregel verpflichtet, die damit im gesamten Abendland die allein maßgebende Mönchsregel wurde.
Im 11. Jahrhundert gab es drei weitere Konzilien.

## Belletristik
Der Krimi The Council of the Cursed von 2008 (deutsch: Das Konzil der Verdammten) des Autors Peter Tremayne behandelt das Konzil von Autun.